# 누라리횬

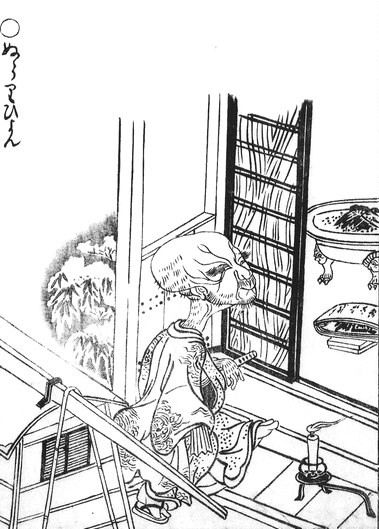
《화도 백귀야행》의 〈누라리횬〉

누라리횬(일본어: ぬらりひょん)은 일본의 요괴 또는 모노노케이다.
어디 한 곳에 매여있지 않는 요괴로 알려져 있다. 본고장은 오카야마현과 아키타현으로, 오카야마에서는 허깨비의 일종으로, 아키타에서는 백귀야행을 인솔하는 요괴의 총대장으로 전승되고 있다.

## 전승의 상세
오카야마현에서 전승되는 누라리횬은 우미보즈와 유사한 것으로서, 세토 내해에 떠 있는 사람 머리통 크기의 공 모양 요괴이다. 잡으려고 하면 가라앉았다가 떴다가를 반복하면서 사람을 놀리려고 한다. "누라리"는 손에서 미끄덩 빠져나가는 모습을 나타낸 말이고, "횬"은 물속에서 불쑥 떠오르는 모습을 나타낸 말이다. 이것을 반복하기에 누라리횬이라고 한다. 작은부레관해파리나 문어해파리 류의 대형 해파리나 문어 따위를 요괴로 보아 만들어진 전승으로 보이며, 후술할 노인 모습의 "누라리횬"과는 별개의 요괴인 것으로 생각된다.
아키타현의 전승은 에도 시대의 박물학자인 스가에 마스미가 쓴 『관강 마스미 유람기』에 실려 있다.
카미사카의 자욱한 구름이 가랑비로 변하는 황혼녘이 되면, 남자는 여자에게 가고 여자는 남자에게 와서 만날 일 있으니,
또 누라리횬, 오토로시, 노즈치 따위가 백귀야행을 하기로, 바케모노 언덕이라고 하는 사람도 있다.
此さへの神坂を雲深くあるは小雨そぼる夕ぐれなんど通れば、男は女に逢ひ女は男に往き会う事あり、
又ぬらりひょん、おとろし、野槌なんど百鬼夜行することありと、化物坂といふ人あり

## 요괴화
우키요조시의 하나인 《호색패독산》에 묘사된 누리리횬은 다음과 같다.
그 모양 누라리횬이라 하는데, 눈도 입도 없으니 그야말로 허깨비라 하겠다.
その形ぬらりひょんとして、たとえば鯰に目口もないようなもの、あれこそ嘘精なれ
라고 하여 눈코입이 없는 놋페라보 같은 모노노케로 당대 사람들에게 이해되고 있었다. 《바케모노즈쿠시》, 《백귀도권》 등의 고전 요괴도첩에는 특징적인 모양을 한 대머리에 고급스러운 옷 또는 승복 차림을 한 노인으로 그려졌다. 해설이 전혀 없긱 때문에 어떤 요괴를 의도하고 그려진 것인지는 불명이지만, 이름의 "누라리"는 미끌미끌한 모양, "횬"은 기묘한 것이나 뜻밖의 모양을 의미하므로, "누라리횬"이라는 이름은 이리저리 종잡을 수 없는 요괴라는 것을 의미한다.
토리야마 세키엔은 《화도 백귀야행》의 〈풍 전편〉에서 누라리횬을 그리기는 했지만, 이 작품은 그림으로 모든 것을 느낀다는 의도 하에 아무것도 기록되어 있지 않다. 옆에 가마가 한 대 그려져 있기는 한데 이것은 가마에서 내리는 것을 "누라링"이라고 했기에 모노노케의 이름과 동작을 연결시키려고 그려넣은 것으로 보인다. 또는 유곽을 출입하는 난봉꾼을 의도하고 그렸다는 설도 있다.
일반적으로 "누라리횬"이라고 알려져 있지만, 《화도 백귀야행》에는 "누우리횬"이라고 되어 있다. 이것은 "누라리횬"의 오기라고 보지만, 어떤 의미가 있어서 의도적으로 이름을 바꿔 적었다는 설도 존재한다.。

## 요괴의 총대장?
문학연구자 시무라 아리히로(志村有弘)는 누라리횬에 관한 정보가 본래 전승에서 멀어져 인위적으로 왜곡되고 있다고 말한다. 그는 최근의 요괴 관련 문헌에서 묘사되는 누라리횬의 특징을 다음과 같이 꼽았다.
바쁜 저녁 등의 시간에 어디서 온 것인지도 모르게 집에 들어와 차를 마시는 등 자기 집처럼 행세를 하는데, 이것이 너무 당당하여 인간이 보고도 "이 사람은 집 주인이다"라고 생각해 내쫓지 못한다. 요괴의 총대장으로 알려져 있다.
忙しい夕方時などに、どこからともなく家に入ってきて、お茶を飲んだりするなどして自分の家のように振舞い、人間が見ても『この人はこの家の主だ』と思ってしまうため、追い出すことができない。認識できない。妖怪の総大将ともいわれる。
이 설의 원전은 사토 아리후미의 저서 《제일 상세 일본 요괴 도감》의 "연말 바쁜 집에 함부로 들어앉아 주저앉는다"는 내용이다. 야마다 노리오의 저서 《괴물 문고》에 따르면 "와카야마현의 산중에 사는 요괴로 산골의 바쁜 해질녘에 인가에 나타난다"고 한다.
또 총대장이라는 설은 후지사와 모리히코의 저서 《요괴화담 전집 일본편 상》에서 "괴물들의 두목"이라고 한 것이 유래로, 이후 《게게게의 기타로》에서 주인공 기타로의 숙적으로 등장하여 총대장 이미지가 유명해지게 되었다.
이상의 문제에 대해서 교고쿠 나츠히코는 현재의 형태로 요괴로서 기능하고 있으니 문제 없다, 요괴를 살아있는 문화로 파악하면 시대에 맞춰서 변화하는 것일 뿐 상관 없다는 의견을 밝혔다.

## 참고 자료
- 多田克己 「解説」『妖怪図巻』 京極夏彦編、国書刊行会、2000年。ISBN 978-4-336-04187-6。
- 京極夏彦他 『妖怪馬鹿』 新潮社〈新潮文庫〉、2001年。ISBN 978-4-10-290073-4。
- 志村有弘 『日本ミステリアス 妖怪・怪奇・妖人事典』 勉誠出版、2011年。ISBN 978-4-585-20005-5。
- 村上健司編著 『妖怪事典』 毎日新聞社、2000年。ISBN 978-4-09-404702-8。